# Gelo (filme)
Gelo (em castelhano:  Hielo) é um filme luso-espanhol dos géneros drama romântico e fantasia, realizado e escrito por Luís Galvão Teles, Gonçalo Galvão Teles e Luís Diogo. Foi exibido no Fantasporto (Festival Internacional de Cinema Fantástico do Porto) a 26 de fevereiro de 2016. Estreou-se em Portugal a 3 de março de 2016.

## Elenco
- Ivana Baquero como Catarina Joana
- Afonso Pimentel como Miguel
- Albano Jerónimo como Samuel
- Ruth Gabriel como Ruth
- Ivo Canelas como Filipe
- Carlos Santos como médico-chefe
- Gonçalo Galvão Teles como professor Gonçalo
- Inês Castel-Branco como Beatriz, médica Y
- João Jesus como génio, médico X
- Maria Marques como Catarina (dois anos)
- Violeta Galvão Teles como Catarina (cinco anos)
- Maria Correia como Catarina (sete anos)
- Beatriz Leonardo como Catarina (treze anos)
- Sara Barros Leitão como aluna
- Sara Mestre como rapariga
- Juan Calderón como rapaz musculado
- Miguel Mestre como rapaz
- José Neto como guarda
- Duarte Grilo como técnico
- Mia Tomé como técnica